# Prima Divisione 2023-2024 (Arabia Saudita)
La Prima Divisione 2023-2024 (Arabia Saudita) è stata la 47ª edizione del secondo livello del campionato saudita di calcio, vinta per la 4ª volta nella sua storia dall'Al-Qadisiya.
Le partite si sono disputate a partire dal 13 agosto 2023, per poi finire il 28 maggio 2024.

## Stagione
Un totale di 18 squadre si contendono il campionato, comprese 11 squadre della stagione 2022-23, le cinque squadre promosse della Seconda Divisione e le due retrocesse della Saudi Pro League.
L'Al-Batin è stato il primo club a retrocedere dopo la sconfitta per 1-0 in casa dell'Al-Ittihad il 23 maggio 2023. L'Al- Batin è retrocesso dopo tre anni nella massima serie. L'Al-Adalah è stata la seconda e ultima squadra a retrocedere dopo la sconfitta interna per 2-0 contro l'Al-Ettifaq nell'ultima giornata. L'Al-Adalah è retrocesso dopo appena un anno nella massima serie. Sia Al-Adalah che Al-Batin giocheranno alla loro settima stagione nella FD League.
Il primo club ad essere promosso è stato l'Al-Najma, che lo ha fatto dopo un pareggio per 1–1 contro l'Al-Kawkab il 17 marzo 2023. Il 24 marzo 2023, l'Al-Taraji è diventato il secondo club ad essere promosso nonostante un 1– 0 sconfitte contro Al-Bukiryah. Il 31 marzo 2023, l'Al-Bukiryah è diventato il terzo club ad essere promosso dopo una vittoria casalinga per 1-0 contro l'Al-Diriyah . L'8 aprile 2023, l'Al-Safa è diventato il quarto club ad essere promosso dopo una vittoria casalinga per 2-1 contro il Wej. Il quinto e ultimo club ad essere promosso è stato l'Al-Jandal , che lo ha fatto dopo una vittoria complessiva per 4-2 sul Bisha negli spareggi per la promozione .
L'Al-Najma è stato incoronato campione dopo aver sconfitto l'Al-Taraji 2-1 vincendo il terzo titolo e il primo dal 2010.
L'Al-Najma torna in First Division League dopo un'assenza di 10 anni. Ritornano in campionato per la prima volta dalla stagione 2012-2013 e giocheranno la loro undicesima stagione complessiva. L'Al-Bukiryah ritorna dopo un'assenza di due stagioni e giocherà la terza stagione assoluta nella First Division League. L'Al-Safa ritorna dopo un'assenza di otto anni e giocherà la seconda stagione assoluta nella First Division League. Sia Al-Taraji che Al-Jandal sono stati promossi alla Prima Divisione per la prima volta nella storia.

## Classifica finale
|  | Pos. | Squadra           | Pt | G  | V  | N  | P  | GF | GS | DR  |
|  | ---- | ----------------- | -- | -- | -- | -- | -- | -- | -- | --- |
|  | 1.   | Al-Qadisiya       | 73 | 34 | 22 | 7  | 5  | 64 | 29 | +35 |
|  | 2.   | Al-Orobah         | 64 | 34 | 20 | 4  | 10 | 48 | 33 | +15 |
|  | 3.   | Al-Kholood        | 62 | 34 | 18 | 8  | 8  | 64 | 35 | +29 |
|  | 4.   | Al-Arabi          | 59 | 34 | 17 | 8  | 9  | 65 | 37 | +28 |
|  | 5.   | Al-Adalah         | 58 | 34 | 15 | 13 | 6  | 52 | 40 | +12 |
|  | 6.   | Al-Faisaly        | 53 | 34 | 16 | 5  | 13 | 49 | 46 | +3  |
|  | 7.   | Al-Batin          | 51 | 34 | 14 | 9  | 11 | 46 | 41 | +5  |
|  | 8.   | Al-Jabalain       | 43 | 34 | 12 | 11 | 11 | 41 | 43 | -2  |
|  | 9.   | Al-Najma          | 46 | 34 | 12 | 10 | 12 | 53 | 51 | +2  |
|  | 10.  | Al-Safa           | 44 | 34 | 12 | 8  | 14 | 48 | 52 | -4  |
|  | 11.  | Al-Jandal         | 43 | 34 | 12 | 7  | 15 | 36 | 49 | -13 |
|  | 12.  | Jeddah            | 42 | 34 | 11 | 9  | 14 | 47 | 55 | -8  |
|  | 13.  | Al-Ain Saudi (-3) | 41 | 34 | 10 | 14 | 10 | 41 | 44 | -3  |
|  | 14.  | Al-Bukayriyah     | 37 | 34 | 9  | 10 | 15 | 34 | 44 | -10 |
|  | 15.  | Ohud              | 35 | 34 | 7  | 14 | 13 | 35 | 41 | -6  |
|  | 16.  | Hajer             | 28 | 34 | 5  | 13 | 16 | 31 | 54 | -23 |
|  | 17.  | Al-Qaisumah       | 28 | 34 | 7  | 7  | 20 | 43 | 61 | -18 |
|  | 18.  | Al-Taraji         | 21 | 34 | 4  | 9  | 21 | 28 | 66 | -38 |

      Promosse in Saudi Pro League 2023-2024.
      Retrocesse in Seconda Divisione 2023-2024.
Tre punti per la vittoria, uno per il pareggio, zero per la sconfitta.
In caso di arrivo di due o più squadre a pari punti, la graduatoria verrà stilata secondo la classifica avulsa tra le squadre interessate che prevede, in ordine, i seguenti criteri:
- Punti negli scontri diretti
- Differenza reti negli scontri diretti
- Differenza reti generale
- Reti realizzate in generale
- Sorteggio